# Lhota u Příbramě
Lhota u Příbramě är en ort i Tjeckien.   Den ligger i regionen Mellersta Böhmen, i den centrala delen av landet, 50 km sydväst om huvudstaden Prag. Lhota u Příbramě ligger 488 meter över havet och antalet invånare är 445.
Terrängen runt Lhota u Příbramě är kuperad åt nordväst, men åt sydost är den platt.Runt Lhota u Příbramě är det ganska tätbefolkat, med 86 invånare per kvadratkilometer. Närmaste större samhälle är Příbram, 3,4 km sydost om Lhota u Příbramě. Omgivningarna runt Lhota u Příbramě är en mosaik av jordbruksmark och naturlig växtlighet.